# Constanti Hungarorum
Constanti Hungarorum ist eine an den ungarischen Episkopat gerichtete Enzyklika von Papst Leo XIII., die er am 2. September 1893 veröffentlichte und darin „über die Kirche in Ungarn“ schreibt.

## Aufruf zur Standhaftigkeit
Der Papst ruft die Katholiken in Ungarn zur Einheit auf und unterstreicht, dass schon immer die Religion in Ungarn eine herausragende Stellung eingenommen habe. Er bringt seine Enzyklika Quod multum in Erinnerung, in der er bereits einige Aussagen über die Freiheit der Kirche getroffen habe.
Der Schutz und die Bewahrung des Glaubens sei vorrangiges Ziel der Männer, die mit fester Entschlossenheit den Ruhm und die Existenz ihrer Nation verteidigt hätten. Durch diese Taten habe Ungarn den Ansturm und der Gefahr getrotzt und Ungarn würde auch weiterhin überleben, wenn die Ungarn  loyal zu ihrer Religion stehen würden.

## Aktuelle Sorgen
Der Papst sieht in der Entwicklung die Sorge, dass sich die Ungarn von ihrer Kirche abwenden und dem „Bösen“ zuwenden könnten. Die öffentliche Autorität wirke zerstörerisch auf die Kirche und den katholischen Glauben ein und dieses seien Kräfte, die für die Religion schädlich sein könnten. Es sei deshalb sehr wichtig, dass die Priester und der Laienstand mit harter Disziplin und Treue zu den Geboten und den göttlichen Gesetzen stehe. Die Aufgabe der Priester bestände darin,  ihre Gemeinden zu schützen und vor den Gefahren von „Mischehen“ zu warnen, denn solche Ehen habe die Kirche immer verabscheut.

## Exhortatio
Die großen Gefahren, die zur Trennung von Glaube und Kirche führen könnten, lägen bei den Feinden des katholischen Glaubens, welche ihre Absicht versuchen im Verborgenen auszuüben. Er ermahnt und ermuntert (exhortiert) alle Anstrengungen zu unternehmen, um diese Gefahr von den Gemeinden abzuwenden. Die Rechte der Kirche müssten geschützt werden und es gelte, diesen Kampf mit Tapferkeit, Disziplin und starkem Glauben zu führen.

## Maßnahmenkatalog
- Die Erfahrungen der letzten Jahre habe gezeigt, dass die jährlichen Versammlungen des Episkopates zu einer einheitlichen Regelung geführt hätten und damit die Stärke der Einheit gezeigt hätte.
- Die Verbreitung von ketzerischen Publikationen müsste unterbunden werden und deshalb müsse mit den richtigen Schriften gegen die falschen Schriften vorgegangen werden.
- Es darf nicht in der Aktivität nachgelassen werden, in den Schulen den Religionsunterricht anzubieten. Als Ausgleich könnte auch die Ausbildung der Jugendlichen in den Gemeinden stattfinden und es sei natürlich, wenn in den Familien die Bewahrung des Glaubens sichergestellt würde.
- An den Gymnasien und den Studieneinrichtungen müsse eine besondere pastorale Fürsorge dafür sorgen, dass gelehrte und tugendhafte Lehrer die Religion nutzen, um alle Gefahren zu verhindern.
- Diese Empfehlungen würden insbesondere für die Absolventen  der Priesterseminare gelten und es sei die vorrangigste Aufgabe der Bischöfe, diese Studenten mit der Moral und Tugend auszustatten, die es ihnen möglich machen würde, für den Glauben einzutreten.
- An die Priester stellt er die Forderung, mit Sorge und Liebe zu warnen und zu ermuntern, den Glauben zu leben und mit Disziplin zu bewerkstelligen.